# Родригес Гомес, Хорхе
Хорхе Хесус Родригес Гомес (исп. Jorge Jesús Rodríguez Gómez; род. 9 ноября 1965, Баркисимето, Лара) — венесуэльский политический и государственный деятель, вице-президент (2007—2008), депутат и председатель Национальной ассамблеи (с 2021).

## Биография
Родился 9 ноября 1965 года в городе Баркисимето, штат Лара, Венесуэла. Окончил Центральный университет Венесуэлы, где учился на медицинском факультете.
В ранние годы своей политической карьеры Родригес был членом Движения за Пятую республику, а также с 2005 года возглавлял Национальную избирательную комиссию. 3 января 2007 года президент Венесуэлы Уго Чавес объявил, что Родригес станет следующим вице-президентом страны, сменив Хосе Висенте Ранхеля. Он был приведён к присяге 8 января того же года.
Во время Конституционного референдума 2007 года Родригес возглавлял правительственную кампанию в поддержку конституционных поправок, а по окончании референдума Уго Чавес заявил, что Родригеса на посту вице-президента сменит Рамон Каррисалес. После ухода с должности вице-президента Родригес сосредоточился на партийной деятельности в Единой социалистической партии Венесуэлы.
На парламентских выборах в декабре 2020 года Родригес стал депутатом Национальной ассамблеи Венесуэлы от столичного округа, а также был избран её председателем, однако, назначение Родригеса на данный пост оспаривается Динорой Фигерой, находящейся в изгнании в Испании.

## Личная жизнь

### Семья
Его отцом является лидер Социалистической лиги Венесуэлы Хорхе Антонио Родригес, который в 1976 году был арестован и убит из-за подозрений в похищении окружением Уильяма Фрэнка Нихауса. Сестрой Хорхе является Делси Родригес, которая также заняла пост вице-президента страны при президенте Николасе Мадуро.

### Санкции
22 сентября 2017 года Канада ввела санкции против Родригеса из-за «нарушения конституционного порядка Венесуэлы при проведении выборов в Конституционную ассамблею в 2017 году». 25 сентября 2018 года США ввели санкции против Родригеса, обвинив его в «поддержке укрепления власти президента Мадуро». В январе 2019 года Родригес оказался среди 200 людей, которым был запрещён въезд в Колумбию.